# Glaubenbielen
Le Glaubenbielen (aussi nommé Glaubenbüelen ou Glaubenbühlen) est un col suisse situé sur la commune de Giswil dans le canton d'Obwald. Il s'élève à 1 611 m. La route d'accès au col a une pente maximale de 12 % et est connue sous le nom de Route panoramique.

## Géographie

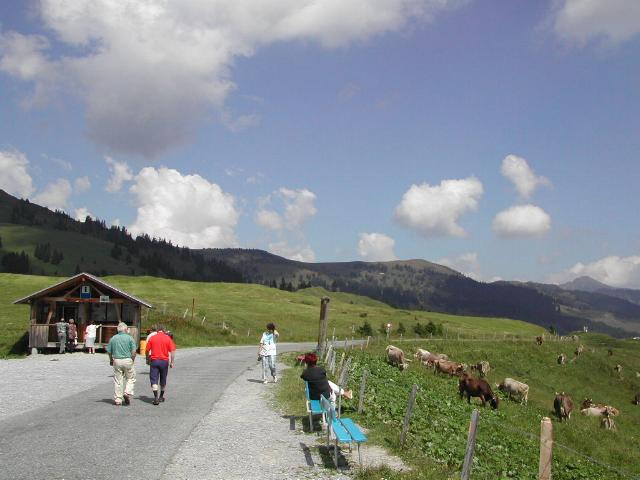
Parking à l'ouest du col, 1565 m, également arrêt de bus.

Depuis Giswil, l'ascension du col se fait par une route étroite et asphaltée. Cet itinéraire débute au sud à proximité du lac de Sarnen dans la vallée de la Sarner Aa. La section médiane traverse la forêt avant que la route ne devienne à voie unique après Mörlialp puis continue à monter à travers des prairies jusqu'au col. De l'autre côté, la route descend progressivement, redevient à deux voies et la pente se fait moins raide dans la vallée de la Waldemme.
Le col est situé à quelques kilomètres au sud du Glaubenberg.
Le col est fermé pendant les mois d'hiver. Pendant les mois d'été, le col est très apprécié des motocyclistes, et une ligne de CarPostal passe par le col jusqu'à Giswil.

## Histoire
Avec le début de la Seconde Guerre mondiale, l'importance militaire des liaisons transversales dans les contreforts des Alpes s'accroit. L'accent est mis sur la connexion des infrastructures de transport à travers le Glaubenberg. Avec l'agrandissement du Réduit national, ces axes deviennent encore plus importants. Avec des internés russes et polonais, les premiers travaux de construction commencent en 1941 mais n'avancent pas beaucoup et sont interrompus en 1947.
En 1956, le projet est relancé par le Conseil d'État d'Obwald avec la demande d'améliorer de manière importante les routes à travers les vastes zones alpines et forestières et les maisons agricoles. La construction commence en 1960 et, en 1965, la nouvelle « Panoramastrasse » longue de 17 kilomètres, qui s'étend de Giswil à la frontière du canton, est inaugurée.